# Trupanea paraplesia
Trupanea paraplesia är en tvåvingeart som först beskrevs av Friedrich Georg Hendel 1914.  Trupanea paraplesia ingår i släktet Trupanea och familjen borrflugor.
Artens utbredningsområde är Peru. Inga underarter finns listade i Catalogue of Life.